# Ah, Wilderness!
Ah, Wilderness! (bra Fúrias do Coração) é um filme estadunidense de 1935, do gênero comédia dramática, dirigido por Clarence Brown, com roteiro de Albert Hackett e Frances Goodrich baseado na peça homônima de Eugene O'Neill.[carece de fontes?]
O filme tem a dúbia distinção de ser o primeiro a anunciar comerciais para indicações ao Oscar, retratando uma caricatura do Leo the Lion da MGM segurando o Oscar e dizendo orgulhoso "Você se esforçou tanto, Leo ... Prepare-se para receber!". No entanto, o filme não ganhou nenhum prêmio.

## Sinopse
A trama aborda a vida quotidiana numa cidade de província americana em 1906. Linden é um jovem a caminho da idade adulta, com todos os problemas inerentes (como a sua primeira paixão).[carece de fontes?]

## Elenco
- Wallace Beery
- Lionel Barrymore
- Aline MacMahon
- Eric Linden
- Cecilia Parker
- Mickey Rooney